# Lehtinen (ö i Kuhmois, Tehinselkä)
Lehtinen är en ö i Finland. Den ligger i sjön Päijänne och i kommunen Kuhmois i den ekonomiska regionen  Jämsä  och landskapet Mellersta Finland, i den södra delen av landet, 150 km norr om huvudstaden Helsingfors. Öns area är 41,4 hektar och dess största längd är 1,2 kilometer i sydöst-nordvästlig riktning.